# Усатый, Александр Анатольевич
Александр Анатольевич Усатый (7 января 1965) — советский и украинский футболист, нападающий и полузащитник.

## Биография
Воспитанник футбольной школы «Днепр-75» (Днепропетровск). В 1982 году выступал за дублирующий состав «Днепра» в первенстве дублёров высшей лиги, но в основной состав так и не пробился. В 1984 году играл во второй лиге за «Колос» (Павлоград). С 1986 года играл за «Кривбасс», был одним из лидеров атаки клуба, забивая более 10 голов за сезон, а за неполный сезон 1989 года отличился 21 раз.
Летом 1989 года перешёл в донецкий «Шахтёр». Дебютный матч в высшей лиге СССР сыграл 26 августа 1989 года против московского «Динамо», вышел в стартовом составе и провёл всю игру. Всего до конца сезона сыграл в 7 матчах чемпионата страны, одной игре Кубка СССР и одном матче Кубка Федерации, в большинстве из них выходил на замены.
В 1990 году вернулся в «Кривбасс», где провёл результативный сезон. В 1991 году выступал за «Кремень» и «Ростсельмаш». В 1992 году был в заявке «Ростсельмаша» на чемпионат России, но ещё до начала сезона вернулся на Украину.
После распада СССР не смог вернуться на высокий уровень, выступал за клубы первой и второй лиг первенства Украины и любительские команды. В 1997 году играл в первой лиге Белоруссии за «Ведрич». Завершил профессиональную карьеру в 1998 году, затем выступал за ветеранские команды.
Основная позиция на поле — плеймейкер, при этом в нескольких сезонах играл на позиции нападающего. Отличался высокой техникой владения мячом, хорошо поставленным ударом, тактической хитростью, но не реализовал свой талант из-за проблем со спортивным режимом. В составе «Кривбасса» сыграл 184 матча и забил 63 гола в первенствах страны, включён в число 50 лучших игроков клуба за всю историю под № 11 по версии портала football.ua.